# غوردون بوتير (راكب الكنو)
غوردون بوتير هو راكب الكنو كندي، ولد في 26 نوفمبر 1906، وتوفي في يونيو 1971.

## وصلات خارجية
- غوردون بوتير على موقع أوليمبيديا (الإنجليزية)